# Segona guerra Anglo-Holandesa
La Segona Guerra Anglo-Neerlandesa va ser un conflicte armat sostingut entre Anglaterra i les Províncies Unides (aproximadament els Països Baixos) des del 4 de març de 1665 fins al 31 de juliol de 1667. Anglaterra tractava de trencar el domini neerlandès sobre el comerç mundial. Va ser la continuació de la Primera Guerra Anglo-neerlandesa que va acabar amb la victòria anglesa en la batalla de Scheveningen l'agost de 1653. La segona guerra anglo-neerlandesa després d'una primera etapa de domini anglès va acabar amb la victòria de les Províncies Unides.

## Antecedents
El 1661 Carles II d'Anglaterra va contraure matrimoni amb Caterina de Bragança. La princesa aportava com a dot Bombai i Tànger, amb la influència sobre l'imperi portuguès de l'època.

## Desenvolupament
Les batalles van tenir lloc al Mar del Nord, el canal de la Mànega, els Països Baixos i Dinamarca-Noruega.
El de març de 1665 la Companyia d'Aventurers Reials a l'Àfrica ataca dos combois de la Companyia Holandesa de les Índies Occidentals al Canal de la Mànega i això desencadena la guerra entre Anglaterra i la República de les Províncies Unides. L'almirall holandès Ruyter obtingué una gran victòria en la batalla dels quatre dies mentre a Londres es declarava la pesta seguida per un gran incendi l'any següent. Ruyter bombardejà a través del riu anglès Tàmesi les seves riberes. El tractat de Breda va ratificar la victòria neerlandesa però Anglaterra conservà l'Acta de Navegació atenuada.